# Al-Àdil Kitbughà

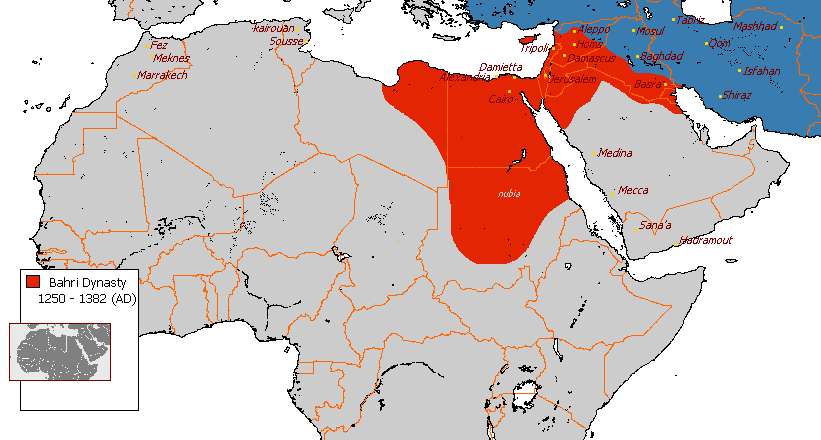
Domini dels mameluc Bahrites (vermell)

Al-Màlik al-Àdil Zayn-ad-Din Kitbughà al-Mansurí al-Turkí al-Mughlí —àrab: الملك العادل زين الدين كتبغا المنصوري, al-Malik al-ʿĀdil Zayn ad-Dīn Kitbuḡā al-Manṣūrī—, més conegut simplement com al-Àdil Kitbughà, fou soldà mameluc bahrita o kiptxak del Caire (1294-1296).

## Història

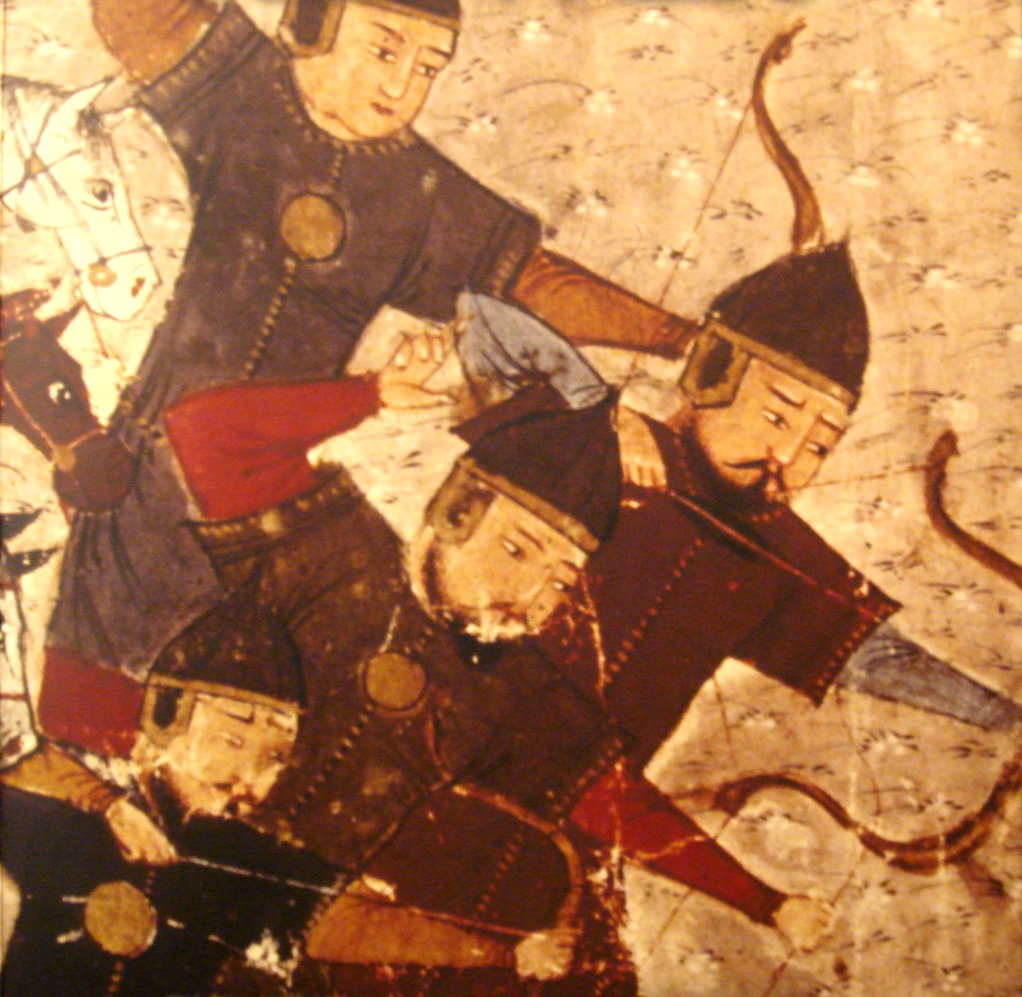
Soldats mongols.

Era originalment un soldat Mongol corrent a l'exèrcit de l'Il-kan Hülegü. Fou fet presoner durant la primera Batalla d'Homs el 1260. Fou comprat per l'amir Qalàwun i es convertí en un dels seus mamelucs, que va rebre la manumissió posteriorment del seu amo que li va concedir la mà de la seva filla. Durant el regnat del fill de Qalawun al-Àixraf Khalil fou arrestat però alliberat. El 1293, després de l'assassinat d'Al-Àixraf Khalil, Kitbugha va esdevenir naib (vicesoldà) i regent del soldà An-Nàssir Muhàmmad ibn Qalàwun i amb l'emir Sanjar al-Shujai fou el governant efectiu d'Egipte, ja que an-Nàssir Muhàmmad només tenia 9 anys. Però Kitbugha tenia mala relació amb al-Shujai que era el visir d'an-Nàssir. Així al-Shujai, amb suport dels mamelucs burjites va planejar arrestar Kitbugha i assassinar els seus amirs, però Kitbugha en fou informat per un tàtar anomenat Qunghar. Kitbugha va assetjar la ciutadella amb suport dels mongols i els kurds shahrzuris. però fou derrotat pels mamelucs burjites i va haver de fugir a Bilbays on es va quedar fins que va poder tornar al Caire i assetjava altre cop la ciutadella després que els amirs que li eren favorables havien derrotat als burjites. El segon setge de la ciutadella per Kitbugha va durar set dies amb topades diaries sagnants amb els seguidors d'al-Shuja'i. Molts dels amirs d'al-Shujai es van passar a Kitbugha. Els amirs de Kitbugha van informar a la mare d'an-Nàssir Muhàmmed que la disputa era entre ells i al-Shujai i que no anava amb el seu fill, i llavors ella va fer tancar les portes de la ciutadella i els partidaris d'al-Shukai hi van quedar atrapats a la seva residència fora d'aquesta; més amirs es van passar a Kitbugha i al-Shuja'i, que no era popular entre els egipcis, fou mort mentre anava de camí a la ciutadella per parlamentar. Quan la porta de la ciutadella es va obrir, Kitbugha i els seus amirs i van entrar. Els seguidors de Kitbugha que estaven empresonats per al-Shujai foren alliberats i molts mamelucs burjites o que donaven suport a al-Shujai foren arrestats i portats fora de la ciutadella. Les propietats de Shujai al Llevant foren confiscades i els seus representants allà foren arrestats. Els mamelucs burhites dels trets de la ciutadella, uns 300 més o menys anomenats els ashrafiyya (els mamelucs d'al-Àixraf Khalil), es van revoltar als carrers del Caire als saber que Husam al-Din Lajin al-Mansur, implicat en l'assassinat del seu amo, es va mostrar a la ciutat i no fou ni arrestat ni castigat. ., però la revolta fou sufocada i molts dels rebels varen morir o foren executats.

## Pujada al poder
Kitbugha era ara el regent i el governant únic d'Egipte. An-Nàssir Muhàmmad, que era un nen, era un soldà merament nominal. Després de l'assassinat del visir al-Shujai, Kitbugha esdevingué més fort i es va escoltar a Lajin - que sabia que el mamelucs de d'al-Àixraf Khalil i del mateix An-Nàssir Muhàmmed venjarien l'assassinat del primer - que aconsellava deposar An-Nassir i prendre el poder directament. Després de la derrota del burjites revoltats, Kitbugha va reunir els amirs a la seva residència i els va dir: " el sistema del regne ha estat minat. No hi pot haver respecte mentre el soldà an-Nàssir sigui jove". Els amirs acceptaren i decidiren canviar An-Nàssir Muhàmmad per Kitbugha. An-Nàssir Muhàmmed fou destronat i traslladat amb la seva mare a una altra secció del palau i posteriorment enviat a al-Karak. Kitbugha s'instal·lava com a soldà, prenent el nom reial d'al-Adil. Lajin fou nomenat el seu vicesoldà.

## Els oirats

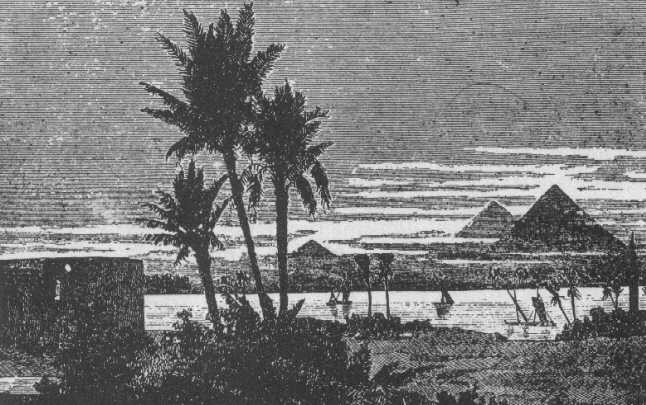
Els oirats arriben a Egipte

Un esdeveniment important va tenir lloc el 1296 durant el regnat de Kitbugha: l'arribada al Llevant d'un gran grup d'oirats, refugiats mongols que estaven dirigits per Turghai, el gendre d'Hulagu Khan. Fugien al Llevant de Ghazan. Mentre una part del grup oirat era rebut amb calidessa al Caire per Kitbugha i eren establerts al districte cairota d'al-Hisiniyah, una altra part era establerta a les ciutats costaneres del Llevant. Els oirats no eren musulmans però després que es casessin a amirs egipcis i posteriorment a egipcis comuns, es van convertir a l'Islam i es fusionaren amb la societat egípcia. Tanmateix, com Kitbugha era ell mateix d'origen mongol, la seva generositat extraordinària cap als oirats feia sospitar a molts amirs sobre els seus motius, i era un dels factors que conduïren a la seva caiguda més tard.

## Destronament
Durant el regnat de Kitbugha, Egipte i el Llevant foren afectats per escassetats en aigua i menjar a més a més d'una epidèmia que provocava la mort de molta gent a tot Egipte. Kitbugha no era popular entre els egipcis que el consideraven com un soldà maldestre i un ocell de mal averany Tanmateix els egipcis no es complaïen amb la generositat de Kitbugha cap als oirats que no eren musulmans mentre ells, els egipcis, estaven patint de preus alts i de dificultats alimentàries i econòmiques.
Mentre Kitbugha era a Damasc els amirs decidiren lliurar-se d'ell. Els amirs van marxar a veure a Kitbugha i el van trobar mentre era de camí a tornada a Egipte. Kitbugha estava enfadat amb Bisari que era un amir destacat, i l'acusava de correspondència amb el mongols. Tement que Kitbugha arrestaria Bisari, els amirs, entre ells Lajin, portant armes, se n'anaren a la Dihliz de Kitbugha i topaven amb els seus mamelucs. Uns quants Mamluks de Kitbugha van morir o foren ferits. Kitbugha va abandonar la dihliz per la porta del darrere i va fugir a Damasc en un cavall, acompanyat per cinc dels seus mamelucs. Els amirs no el van poder atrapar. Lajin fou proclamat com a nou soldà.
Kitbugha es va refugiar dins de la ciutadella de Damasc però per fi es va resignar i va reconèixer Lajin com el nou sultà, amb aquestes paraules: "El soldà al-Malik al-Mansur (Lajin) és un dels meus Khushdashiyya. El serveixo i l'obeeixo. Em quedaré dins de la ciutadella fins que el soldà decideixi què fer amb mi". Kitbugha va deixar Damasc per anar a Sarkhad. Havia governat dos anys i 17 dies.
El 1299 mentre el soldà An-Nàssir Muhàmmad ibn Qalàwun era en camí a Síria amb l'exèrcit egipci per trobar-se amb els invasors il-kànides de Mahmud Ghazan, un grup d'oirats conspirà amb un grup de mamelucs del soldà per matar el vicesoldà Salar i l'ostadar o ustadarBàybars al-Jashnakir que eren els governants d'Egipte, i portar Kitbugha a poder, però l'intent fracassà i els conspiradors oirats foren severament castigats (vegeu An-Nàssir Muhàmmad). Després de la derrota de l'exèrcit d'An-Nàssir Muhàmmad a la Batalla de Wadi al-Khazandar, Kitbugha fugia a Egipte i servia Salar. Després que Ghazan marxés de Síria Kitbugha esdevenia el representant del sultà an-Nàssir Muhàmmad a Hamat, on moria el 1297.
Se'l descriu com home baix, de pell marró i amb barba curta.

## Monedes d'al-Adil Kitbugha
Durant el regnat de Sultan Kitbugha, el 1295 i per primera vegada a Egipte, es decidia que les monedes s'havien de pesar abans de ser intercanviat per béns o serveis. Així el valor de les monedes es basava en el seu pes i no en la seva quantitat.
The names and titles of Al-Adil Kitbugha on his coins were : al-malik al-Adil, al-Sultan al-Malik al-Adil, al-Sultan al-malik al-Adil Nasir al-Umah al-Muhamadiyah Zein al-Donya wa al-Din (al-Sultan al-Malik al-Adil the Promoter of the Muhammadan Nation adorner of temporal world and faith) and al-Sultan al-Malik al-Adil Zein al-Donya wa al-Din al-Mansuri Qasim Amir al-mu'minin (The sultan king al-Adil adorner of temporal world and faith the Mansuri sharer of the Emir of the faithful). al Mansuri means related to Sultan al-Mansur Qalawun. The Emir of the faithful was the title of the Abbasid Caliph.
Eren els noms i els títols d'Al-Adil Kitbugha a les seves monedes foren: al-Malik al-Adil, soldà al-Malik al-Adil, al-Malik al-Adil Nasir al-Umah al-Muhamadiyah Zein al-Dunya wa al-Din (Soldà al-Malik al-Adil el Promotor de la Nació Musulmana, adorn del món temporal i de la fe) i soldà al-Malik al-Adil Zein al-Donya wa al-Din al-Mansuri Qasim Amir al-mu'minin (soldà i rei al-Adil, adorn del món temporal i de la fe i un dels mansuris de l'emir del Creients).